# Кубок Китаю з футболу 2019
Кубок Китаю з футболу 2019 — 29-й розіграш головного кубкового футбольного турніру у Китаї. Титул володаря кубка вп'яте здобув Шанхай Грінланд Шеньхуа.

## Календар
| Раунд                 | Дата                      | Матчі | Клуби   |
| --------------------- | ------------------------- | ----- | ------- |
| Кваліфікаційний раунд | 21-31 грудня 2018         | 6     | 99 → 93 |
| Перший раунд          | 9-10 березня 2019         | 29    | 93 → 64 |
| Другий раунд          | 30-31 березня 2019        | 16    | 64 → 48 |
| Третій раунд          | 16-17 квітня 2019         | 16    | 48 → 32 |
| 1/16 фіналу           | 30 квітня - 2 травня 2019 | 16    | 32 → 16 |
| 1/8 фіналу            | 28-30 травня 2019         | 8     | 16 → 8  |
| 1/4 фіналу            | 24 липня 2019             | 4     | 8 → 4   |
| 1/2 фіналу            | 19-20 серпня 2019         | 4     | 4 → 2   |
| Фінал                 | 1 листопада/6 грудня 2019 | 2     | 2 → 1   |

## 1/8 фіналу
| Команда 1                 | Рахунок | Команда 2            |
| ------------------------- | ------- | -------------------- |
| 28 травня 2019            |         |                      |
| Тяньцзінь Цюаньцзянь      | 1:0     | Тайчжоу Юаньда (3)   |
| 29 травня 2019            |         |                      |
| Шанхай СІПГ               | 4:0     | Цзілінь Байцзя (3)   |
| Далянь Їфан               | 2:0     | Шанхай Цзядин (А)    |
| Цзянсу Сунін              | 0:1     | Шаньдун Лунен Тайшан |
| Гуанчжоу Евергранд Таобао | 5:0     | Бейцзін Женьхе       |
| Бейцзін Сінобо Гоань      | 3:1     | Чанчунь Ятай (2)     |
| Шанхай Грінланд Шеньхуа   | 3:2 дч  | Чунцін Ліфань        |
| 29 травня 2019            |         |                      |
| Шанхай Шеньсінь (2)       | 2:3     | Тяньцзинь Теда       |

## 1/4 фіналу
| Команда 1                 | Рахунок | Команда 2               |
| ------------------------- | ------- | ----------------------- |
| 24 липня 2019             |         |                         |
| Тяньцзінь Цюаньцзянь      | 0:4     | Далянь Їфан             |
| Шаньдун Лунен Тайшан      | 2:1 дч  | Бейцзін Сінобо Гоань    |
| Тяньцзинь Теда            | 1:3     | Шанхай Грінланд Шеньхуа |
| Гуанчжоу Евергранд Таобао | 0:2     | Шанхай СІПГ             |

## 1/2 фіналу
| Команда 1      | Рахунок | Команда 2               |
| -------------- | ------- | ----------------------- |
| 19 серпня 2019 |         |                         |
| Далянь Їфан    | 2:3     | Шанхай Грінланд Шеньхуа |
| 20 серпня 2019 |         |                         |
| Шанхай СІПГ    | 0:2     | Шаньдун Лунен Тайшан    |

## Фінал
| Команда 1                 | Заг. | Команда 2               | 1-й матч | 2-й матч |
| ------------------------- | ---- | ----------------------- | -------- | -------- |
| 1 листопада/6 грудня 2019 |      |                         |          |          |
| Шаньдун Лунен Тайшан      | 1:3  | Шанхай Грінланд Шеньхуа | 1:0      | 0:3      |

### Перший матч
| 1 листопада 2019 13:35 (EEST) |

| Шаньдун Лунен Тайшан | 1:0      | Шанхай Грінланд Шеньхуа |
| -------------------- | -------- | ----------------------- |
| Пелле 40' (пен.)     | Протокол |                         |

| Центр олімпійських видів спорту, Цзінань Глядачів: 44 177 Арбітр: Милорад Мажич |

### Повторний матч
| 6 грудня 2019 13:35 (EEST) |

| Шанхай Грінланд Шеньхуа                    | 3:0      | Шаньдун Лунен Тайшан |
| ------------------------------------------ | -------- | -------------------- |
| Кім Сін Ук 60' Ель-Шаараві 81' Н'Думбу 83' | Протокол |                      |

| Хункоу, Шанхай Арбітр: Марк Клаттенбург |